# Verhiv, Ostroh
Verhiv (în ucraineană Верхів) este localitatea de reședință a comunei Verhiv din raionul Ostroh, regiunea Rivne, Ucraina.

## Demografie
Componența lingvistică a localității Verhiv
     Ucraineană (99,44%)
     Alte limbi (0,56%)
Conform recensământului din 2001, majoritatea populației localității Verhiv era vorbitoare de ucraineană (99,44%), existând în minoritate și vorbitori de alte limbi.